# オルゴール博物館
オルゴール博物館（オルゴールはくぶつかん、オランダ語: Het Museum Speelklok：2010年夏までの旧称は、Nationaal Museum van Speelklok tot Pierement）は、オランダのユトレヒトにある博物館。この博物館は、自動演奏機械のコレクションを所有しており、その所蔵品の大部分は現在も動作可能で、音楽を奏でることができる。所蔵品には、オルゴール、音楽を鳴らす時計、ピアノーラやその他の自動ピアノ、手回しオルガン（古いオランダ語でいう「pierementen」）、ダンスオルガン (Dansorgel)、カリヨンを備えた時計台などが含まれている。収蔵品に仕掛けられた音楽は、見学ツアーの際に奏でられる。このため、この博物館は長年にわたって国内外からの人気が高い。2009年に修復工房がリヒテ・ガード (Lichte Gaard) に新設され、博物館の修復部門の作業場となった。
この博物館は、博物館の夜間開館イベントである「Utrechtse Museumnacht」に参加している。
日本語では「オルゴール博物館」という呼称で知られているが、オランダ語の名称にある「Speelklok」は、「オルゴール」ではなく、音楽を鳴らす仕掛けが組み込まれた時計のことである。

## 歴史
オルゴール博物館は、ユトレヒトで開催された博覧会「オルゴールから手回しオルガンまで (Van Speeldoos tot Pierement)」が開催された1956年に開館した。オルゴール博物館は、長い間ボランティア活動によって支えられ、カタラインコンベント博物館 (Museum Catharijneconvent) の一角にあったが、1970年に最初の有給職員が雇用され、アハター・デ・ドム (Achter de Dom) へ移転した。1984年からは、中世の教会跡であるブールカーク (Buurkerk) に所在している。

## 「王家の音楽機械」展
開館50周年を記念し、2006年4月13日から7月30日まで「王家の音楽機械 (Royal Music Machines)」展が開催された。この展覧会には、オランダ国内の複数の博物館のほか、エルミタージュ美術館、ルーブル美術館、ニューヨークのメトロポリタン美術館、ウィーンの美術史美術館などから、特別な所蔵品が貸し出された。オランダ王室 (Nederlands koningshuis) もスーストダイク宮殿 (Paleis Soestdijk) から所蔵品を提供した。

## おもな所蔵品
- nl:Concertorgel de Schuyt
- nl:Draaiorgel de Arabier
- nl:Draaiorgel de Drie Pruiken
- nl:Schietend Schip